# Emiliano Zapata, Jiménez
Emiliano Zapata är en ort i Mexiko.   Den ligger i kommunen Jiménez och delstaten Coahuila, i den norra delen av landet, 1 100 km norr om huvudstaden Mexico City. Emiliano Zapata ligger 320 meter över havet och antalet invånare är 140.
Terrängen runt Emiliano Zapata är platt. Runt Emiliano Zapata är det mycket glesbefolkat, med 3 invånare per kvadratkilometer. Närmaste större samhälle är Jiménez, 18,3 km öster om Emiliano Zapata. Omgivningarna runt Emiliano Zapata är i huvudsak ett öppet busklandskap.